# Michel de Menehou
Michel de Menehou (actif entre 1557 et 1568) est un théoricien et compositeur de musique français du XVIe siècle.

## Biographie
À l’époque de la publication de son traité (1558), il est maître des enfants de chœur de l'église de Saint-Maur-des-Fossés (probablement l’église Saint-Nicolas), à moins qu’il ne s’agisse de l’église de l’abbaye de Saint-Maur ? Il dédicace son ouvrage au cardinal Jean Du Bellay, signe qu’il a pu travailler à son service. Jean Du Bellay ayant eu (entre autres) l’abbaye de Saint-Maur-des-Fossés entre 1532 et 1551, c’est peut-être à lui que Ménehou doit sa nomination à Saint-Maur.

## Œuvre

### Musique profane
Ménehou publie huit chansons dans des recueils collectifs entre 1557 et 1568, tous publiés par Nicolas Du Chemin, dont quatre dans le Quinziesme livre contenant XIX chansons nouvelles à quatre parties en deux volumes, composées de plusieurs autheurs ; nouvellement imprimé. S’y ajoute une neuvième chanson incluse dans son traité de 1558. Les chansons sont restituées par Richard Freedman sur le site The Lost Voices project. Trois de ses chansons sont écrites sur des poèmes de Gilles d'Aurigny, de Clément Marot et de Mellin de Saint-Gelais.

### Musique spirituelle
- Second livre de chansons spirituelles, mises en musique, par Michel de Ménéon. Superius. Contratenor. Paris, 1582. In 8.. Cité dans le Cat. Galloys 1710 n° 5709.

Vu la date, ce pourrait être une édition de Léon Cavellat, et assez probablement une réédition. Ce second livre peut être a dû être précédé d’un premier, à moins que dans l’esprit de son éditeur il ait fait suite à un « premier livre » d’un autre auteur. Dans la production de Du Chemin et de Cavellat, il ne pourrait alors s’agir que du « Premier livre » de Didier Lupi Second (Nicolas du Chemin, 1568).

### Traité de musique

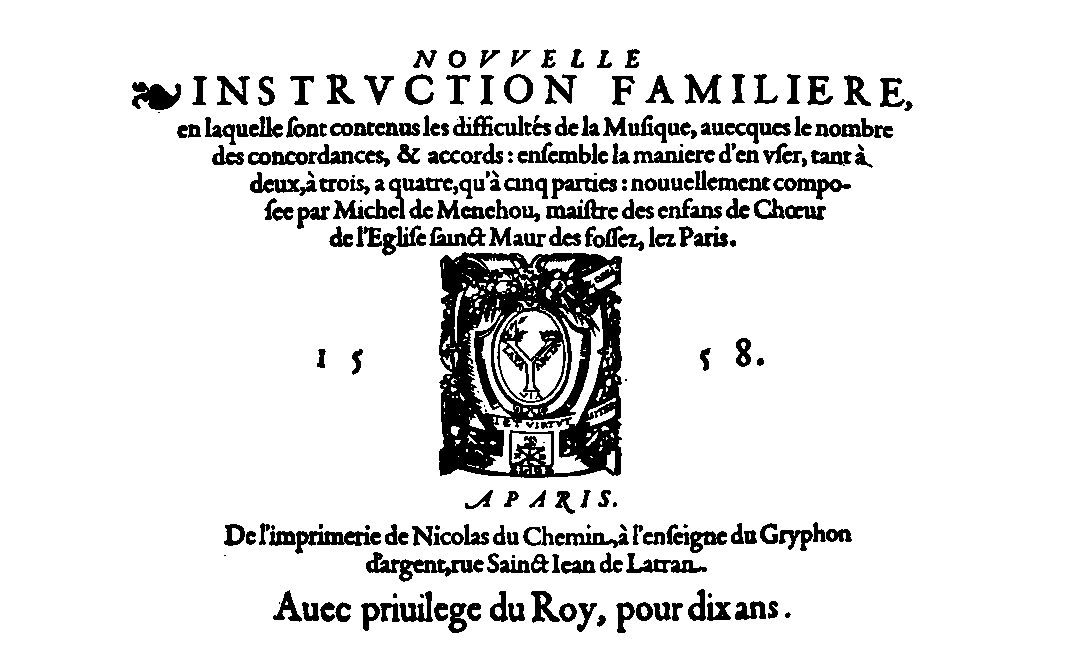
Page de titre de la Nouvelle instruction familière... de Michel de Menehou (Paris, Nicolas du Chemin, 1558).

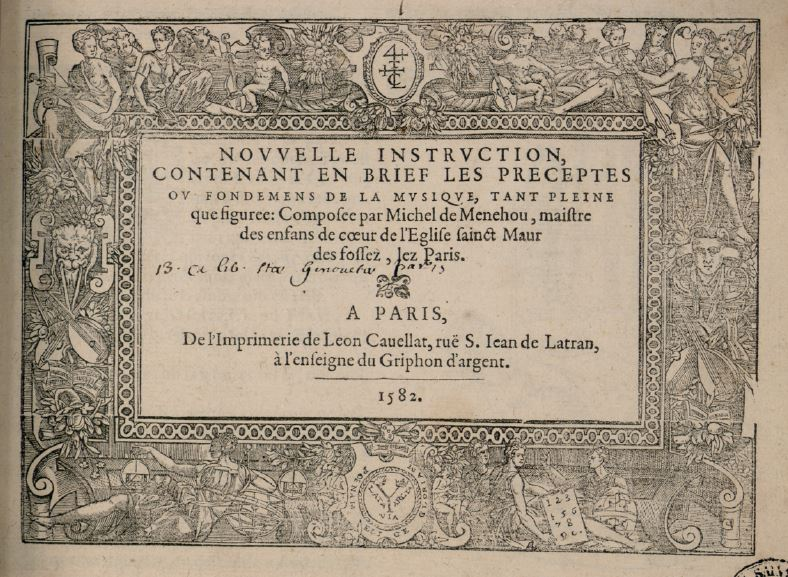
Page de titre de la Nouvelle instruction de Michel de Menehou (Paris, Léon Cavellat, 1582).

- Nouvelle instruction familière, en laquelle sont contenus les difficultés de la Musique, avecques le nombre des concordances, & accords : ensemble la manière d'en user, tant à deux, à trois, à quatre, qu’à cinq parties : nouvellement composée par Michel de Menehou, maistre des enfans de Chœur de l’Eglise sainct Maur des fossez, lez Paris. Paris, Nicolas du Chemin, 1558.

Lesure 1953 n° 68, RISM B-VI p. 569. Numérisé sur IMSLP. Édition moderne par Henry Expert dans la collection des Théoriciens de la musique au temps de la Renaissance, Paris, Alphonse Leduc, 1900, numérisé sur Gallica.
- Une réédition perdue de 1571 chez Du Chemin est signalée par La Croix Du Maine 1584 t. 2 p. 127 et par Du Verdier 1585 t. V p. 63, ainsi que par des sources plus tardives.
- Réédité en 1582 chez Léon Cavellat, avec un titre simplifié. RISM B-VI p. 569. Exemplaire numérisé sur Archive.org.

Réimprimé deux fois, son traité semble avoir eu un certain succès. Il est notable pour être un des premiers à traiter de l’harmonie à trois, quatre ou cinq voix. Il est le premier publié en France où se trouvent les mots « accord » (ch. 16, 17, 19...) et « cadence » (ch. 20 et 21).